# Matteo Cancellieri
Matteo Cancellieri (ur. 12 lutego 2002 w Rzymie) – włoski piłkarz grający na pozycji napastnika w klubie S.S. Lazio.

## Kariera juniorska
Cancellieri grał jako junior w AS Roma (do 2021) i na wypożyczeniu w Hellas Verona (2020–2021).

## Kariera seniorska

### Hellas Verona
Cancellieri przeszedł do Hellas Verona 1 lipca 2022. Zadebiutował u nich 14 sierpnia 2021 w meczu Pucharu Włoch z US Catanzaro 1929 (3:0), zanotował wtedy też asystę. Pierwszą bramkę zdobył 15 grudnia 2021 w przegranym 3:4 spotkaniu Pucharu Włoch przeciwko Empoli FC. Łącznie rozegrał dla nich 14 meczów i strzelił 2 gole.

### S.S. Lazio
Cancellieri został wypożyczony do S.S. Lazio 30 czerwca 2022. Debiut dla nich zaliczył 14 sierpnia 2022 w wygranym 2:1 spotkaniu przeciwko Bologna FC 1909. Po sezonie 2022/2023 został wykupiony przez Lazio.

### Empoli FC
Cancellieri trafił na wypożycznie do Empoli FC 16 sierpnia 2023. Zadebiutował u nich 19 sierpnia 2023 w meczu ze swoim byłym klubem – Hellas Verona (0:1). Pierwszą bramkę zdobył 2 grudnia 2023 w zremisowanym 1:1 spotkaniu przeciwko Genoa CFC. Łącznie rozegrał dla nich 36 meczów i strzelił 4 gole.

### Parma Calcio 1913
Cancellieriego wypożyczono do Parmy Calcio 1913 14 sierpnia 2024. Debiut dla nich zaliczył 17 sierpnia 2024 w zremisowanym 1:1 spotkaniu przeciwko ACF Fiorentina. Pierwszego gola strzelił 24 sierpnia 2024 w meczu z A.C. Milanem (2:1). Ostatecznie w ich barwach wystąpił 27 razy i zdobył 3 bramki.

## Kariera reprezentacyjna

### Młodzieżowe reprezentacje Włoch
W 2018 Cancellieri zagrał jeden mecz w reprezentacji Włoch U-17. W latach 2022–2023 grał w kadrze Włoch U-21, z którą pojechał na Mistrzostwa Europy U-21. Wystąpił na nich w meczach z Francją (1:2), Szwajcarią (3:2) i Norwegią (0:1). Łącznie dla tej kadry rozegrał 12 meczów i strzelił 4 gole.

### Włochy
Cancellieri zadebiutował w reprezentacji Włoch 4 czerwca 2022 w meczu Ligi Narodów UEFA z Niemcami (1:1).

## Statystyki

### Klubowe
(aktualne na dzień 24 czerwca 2025)
| Klub               | Sezon              | Liga               | Liga  | Liga   | Puchar kraju | Puchar kraju | Europa | Europa | Suma  | Suma   |
| Klub               | Sezon              | Liga               | Mecze | Bramki | Mecze        | Bramki       | Mecze  | Bramki | Mecze | Bramki |
| ------------------ | ------------------ | ------------------ | ----- | ------ | ------------ | ------------ | ------ | ------ | ----- | ------ |
| Hellas Verona      | 2021/22            | Serie A            | 12    | 1      | 2            | 1            | –      | –      | 14    | 2      |
| Hellas Verona      | Ogólnie            | Ogólnie            | 12    | 1      | 2            | 1            | 0      | 0      | 14    | 2      |
| S.S. Lazio         | 2022/23            | Serie A            | 20    | 0      | 0            | 0            | 10     | 0      | 30    | 0      |
| S.S. Lazio         | Ogólnie            | Ogólnie            | 20    | 0      | 0            | 0            | 10     | 0      | 30    | 0      |
| Empoli FC          | 2023/24            | Serie A            | 36    | 4      | 0            | 0            | –      | –      | 36    | 4      |
| Empoli FC          | Ogólnie            | Ogólnie            | 36    | 4      | 0            | 0            | 0      | 0      | 36    | 4      |
| Parma Calcio 1913  | 2024/25            | Serie A            | 27    | 3      | 0            | 0            | –      | –      | 27    | 3      |
| Parma Calcio 1913  | Ogólnie            | Ogólnie            | 27    | 3      | 0            | 0            | 0      | 0      | 27    | 3      |
| Ogólnie w karierze | Ogólnie w karierze | Ogólnie w karierze | 95    | 8      | 2            | 1            | 10     | 0      | 107   | 9      |

### Reprezentacyjne
(aktualne na dzień 24 czerwca 2025)
| Reprezentacja      | Rok                | Mecze | Bramki |
| ------------------ | ------------------ | ----- | ------ |
| Włochy U-17        | 2018               | 1     | 0      |
| Ogólnie            | Ogólnie            | 1     | 0      |
| Włochy U-21        | 2021               | 5     | 2      |
| Włochy U-21        | 2022               | 3     | 2      |
| Włochy U-21        | 2023               | 4     | 0      |
| Ogólnie            | Ogólnie            | 12    | 4      |
| Włochy             | 2022               | 1     | 0      |
| Ogólnie            | Ogólnie            | 1     | 0      |
| Ogólnie w karierze | Ogólnie w karierze | 8     | 0      |